# Helmut Haller
Helmut Haller (Augsburgo, 21 de julho de 1939 — Augsburgo, 11 de outubro de 2012) foi um futebolista que jogou como meia-direita e atacante que representou a Alemanha Ocidental em três Copas do Mundo.
No natal de 2006, Haller teve um ataque cardíaco, porém ele sobreviveu. Posteriormente, sofreu de demência e da doença de Parkinson. Morreu em 11 de outubro de 2012, mesmo tendo sido socorrido por sua terceira esposa, a cubana Noraimy Rodriguez Gutiérrez, com quem se casara em 2003, quando ela tinha 21 anos, e com quem teve dois filhos e uma filha.

## Carreira
Haller jogou de 1948 a 1962 no BC Augsburg antes de ser atraído para a Itália por uma taxa de 750 mil Marks e um salário anual de 200,000 Marks. Na época, na Alemanha, os salários dos jogadores eram oficialmente limitados a 500 Marcas por mês - um montante que subiu para 2500 Marcas após a introdução da Bundesliga como primeira divisão unificada em 1963. Na Itália, Haller encontrou com Albert Brülls, Karl-Heinz Schnellinger e Horst Szymaniak que foram seus companheiros na Copa do Mundo de 1962.
Inicialmente, Haller jogou no Bologna, em 1964 sob o comando do treinador Fulvio Bernardini, ele ganhou o primeiro título da liga italiana para o clube em 23 anos e até hoje o último na história.
De 1968 a 1973 ele jogou para a Juventus, onde ganhou a liga em 1972 e 1973. Em 1973, a Juventus - com Dino Zoff no gol, Franco Causio, Fabio Capello e o brasileiro José Altafini - alcançou a final da Liga dos Campeões em Belgrado contra o Ajax. Haller entrou no jogo aos 49 minutos no lugar de Roberto Bettega, mas não reverteu o resultado de 1-0 pro Ajax. Dois anos antes, a Juventus perdeu as finais da Taça das Cidades com Feiras de 1970-71 para o Leeds United, liderado por Billy Bremner.
Em 1973, ele voltou para sua cidade natal e para o FC Augsburg. No final do verão de 1973, devido a popularidade de Haller, uma partida no Estádio Olímpico de Munique contra os anfitriões do Munique 1860 atraiu um público de 90 mil pessoas, um recorde mundial para jogos da segunda divisão. O Augsburg terminou essa temporada em primeiro na divisão sul da Regionalliga, mas o clube perdeu a ascensão à Bundesliga por um ponto para o Tennis Borussia Berlin.
Haller se aposentou como jogador em 1979.

## Seleção Alemã
Haller jogou pela Seleção Alemã de Futebol entre 1958 e 1970, disputando 33 partidas e marcando 13 gols. Ele jogou as Copas de 1962, 1966 (na qual anotou seis gols em cinco jogos e foi um dos grandes destaques do selecionado germânico, vice-campeão da competição) e 1970.

## Estilo de Jogo
Haller foi conhecido por sua excepcional técnica e finesse, mas também por seus problemas de peso, o que o perturbou ao longo de sua carreira. Na Itália, Haller é considerada um dos grandes alas dos anos sessenta e setenta.

## Vida Pessoal
No Boxing Day de 2006, Haller sofreu um ataque cardíaco grave e foi relatado que se recuperaria bem após o tratamento. Mais tarde, ele também sofreu de demência e doença de Parkinson. Haller morreu em 11 de outubro de 2012.

## Títulos

### Clubes
Bologna :
- Serie A: 1963-64

Juventus :
- Serie A: 1971-72 e 1972-73

Augsburg:
- Regionalliga Süd: 1973-74